# آرمن آناسیان
آرمن آناسیان (انگلیسی: Armen Anassian) نوازنده ویولن، رهبر ارکستر و موسیقی‌دان اهل ارمنستان است.
وی در کنسرت یانی در رویال آلبرت هال و کنسرت احترام یانی رهبر ارکستر بوده‌است، آناسیان همچنین با هنرمندان همچون فرگی, هانس زیمر، جیمز هورنر، ویل داونینگ، جان ویلیامز، جیمز هورنر، هانس زیمر، جیمز نیوتن هاوارد، آلن سیلوستری و دنی الفمن همکاری داشته‌است.